# K 컴퓨터

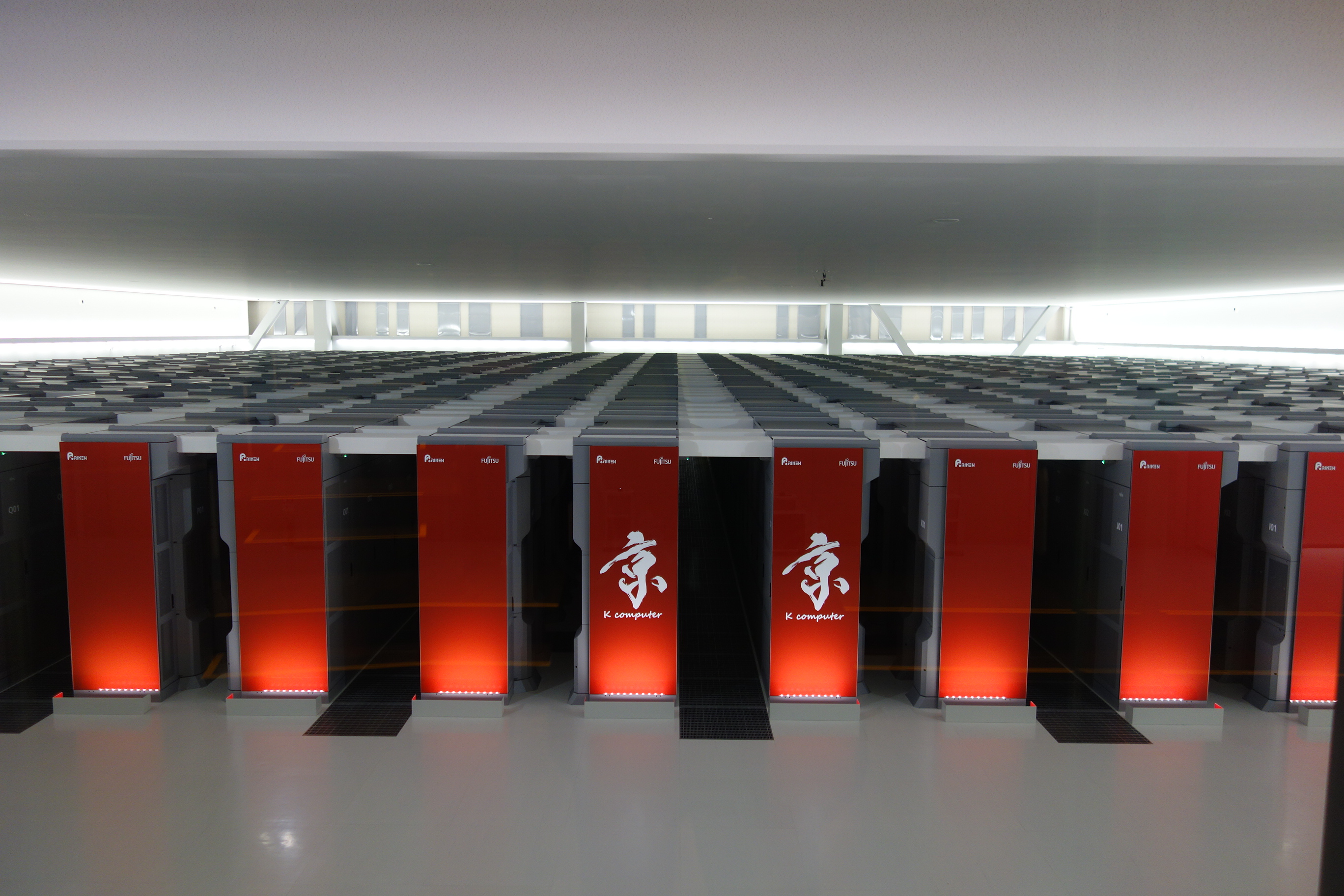
K 컴퓨터의 외관

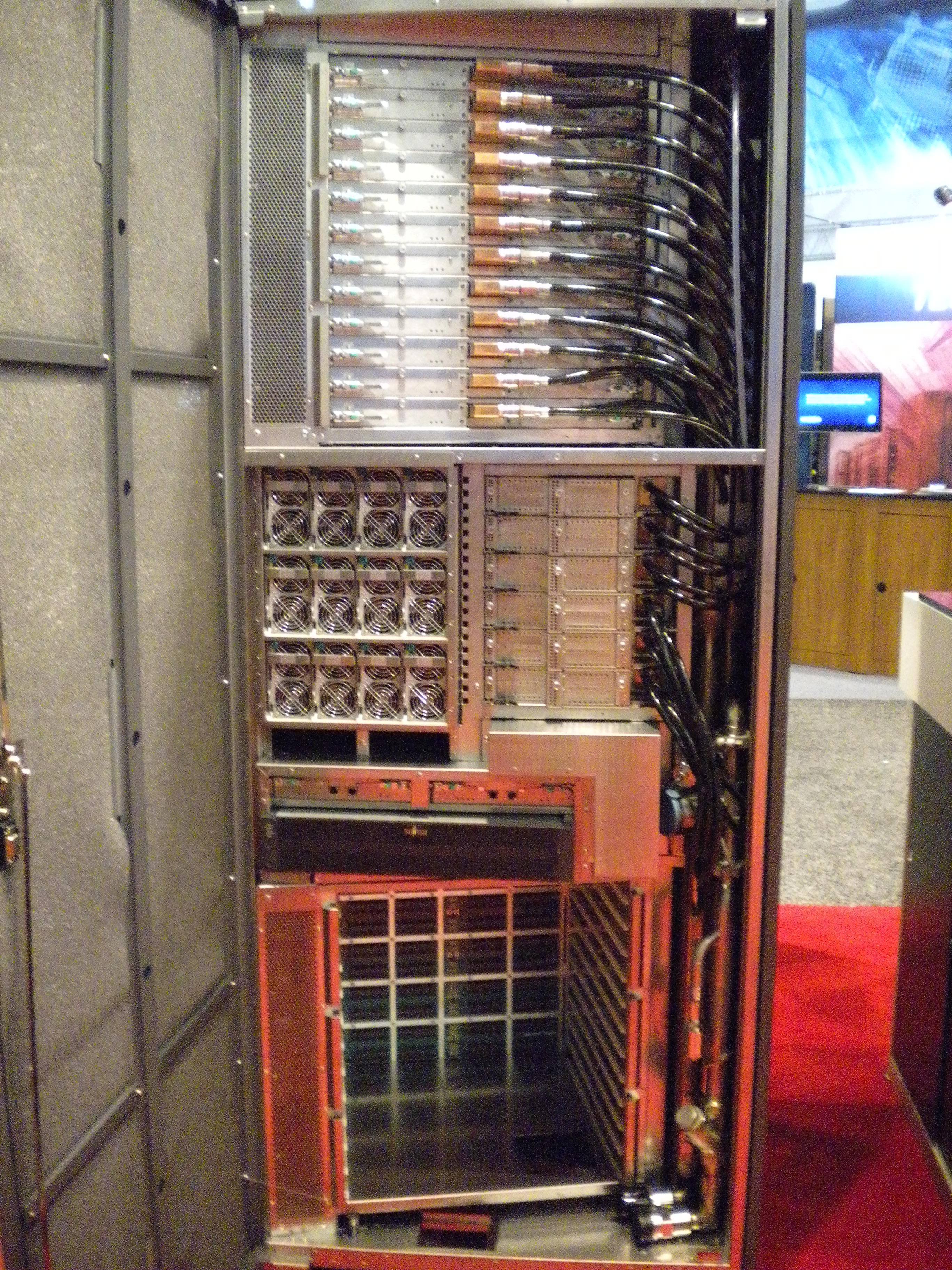
K 컴퓨터 프로토타입의 내부

K 컴퓨터(영어: K computer, 일본어: 京 게이[*])는 후지쯔가 생산한 슈퍼컴퓨터로, 해체되기 전까지 일본 고베시 이화학연구소 계산과학센터에 설치되어 있었다. K 컴퓨터는 80,000개 이상의 계사나 노드와 더불어 분산 메모리 구조에 기반을 둔다.
2011년 6월 TOP500은 K를 세상에서 가장 빠른 슈퍼 컴퓨터로 순위를 올렸는데, 속도는 2011년 11월 8 페타플롭스를 넘어섰으며, 나중에 최고 10 페타플롭스를 달성한 최초의 컴퓨터가 되었다. 2012년 6월에 K 컴퓨터는 미국의 IBM 세쿼이아에 의해 세계에서 가장 빠른 컴퓨터로 대체되었다.

K 컴퓨터는 2019년 8월 30일에 해체되었다.

## 같이 보기
- IBM 세쿼이아
- TOP500
- 톈허-I